# Styrnäs
Styrnäs är kyrkbyn i Styrnäs socken i Kramfors kommun i södra Ångermanland.
Det är en utsträckt by på östra stranden av Ångermanälven med Styrnäs kyrka på ett näs i älven. 